# Mestre do Altar de Bartholomäus
O Mestre do Altar de São Bartolomeu foi um pintor gótico que trabalhou na Alemanha entre 1480 e 1510. Apesar de ser anônimo, é um dos artistas mais conhecidos do começo da Renascença na arte da Alemanha.
Quase nada se conhece sobre sua vida, nem mesmo seu nome; contudo, seu traço é tão marcante que estudiosos da arte acreditam ser fácil reconhecer sua carreira. Seu nome vem de um altar criado provavelmente entre 1505 e 1510, que mostra as figuras de São Bartolomeu cercado por anjos e por Santa Inês e Santa Cecília. Acredita-se que a pintura tenha sido colocada na igreja de São Columba em Colônia. A inclusão de um monge cartuxo na pintura indica uma possível conexão a um Monastério da Ordem dos Cartuxos naquela cidade.
Acredita-se que, apesar de suas conexões com Colônia, e com os cícrculos artísticos da Alemanha, elementos de seu estilo sugerem que o Mestre aprendeu sua arte inicialmente na Holanda, talvez Utrecht ou Guéldria. Acredita-se que foi para Colônia em 1480 e que foi o último pintor Gótico ativo na cidade. Suas pinturas apresentam as influências de Dirck Bouts e Rogier van der Weyden.